# 李氏华蜗牛
李氏华蜗牛（学名：Cathaica licenti）为巴蜗牛科华蜗牛属的动物，是中国的特有物种。分布于甘肃、陕西、山西、河北、北京等地，生活环境为陆地，多见于山区潮湿的灌木丛、草丛中、路边碎石堆、石缝中、石块下以及农田附近。